# Hồ Albert (châu Phi)
Hồ Albert cũng gọi là Albert Nyanza và tên trước đây Hồ Mobutu Sese Seko – là một trong các Hồ Lớn châu Phi. Đây là hồ lớn thứ bảy tại châu Phi, và hồ có dung tích lớn thứ 27 trên thế giới. Năm 1864, nhà thám hiểm Samuel Baker đã tìm ra hồ và đặt tên nó theo Thân vương Albert, phu quân của Nữ hoàng Victoria. Trong thế kỷ 20, tổng thống Congo Mobutu Sese Seko đã từng đặt tên của hồ theo tên chính ông.
Hồ Albert nằm tại trung tâm của lục địa châu Phi, tại biên giới giữa Uganda và Cộng hòa Dân chủ Congo. Hồ Albert là cực bắc của chuỗi hồ tại Đới tách giãn Albertine, nhánh phía tây của Đới tách giãn Đông Phi. Hồ có chiều dài 160 km (100 mi) và rộng 30 km (19 mi), độ sâu lớn nhất là 51 m (168 ft), và mặt nước nằm ở độ cao 619 m (2,030 ft) so với mực nước biển.
Hồ Albert là một phần của hệ thống phức tạp thượng lưu sông Nin. Nguồn chính của nó là Nin Victoria bắt nguồn từ hồ Victoria ở phía đông nam, và sông Semliki chảy ra từ hồ Edward ở phía tây nam. Nước của Nin Victoria có độ mặn thấp hơn nhiều nước ở hồ Albert. Dòng sông ở cực bắc của hồ này là Nin Albert (được gọi là Nin Núi khi nó chảy đến Nam Sudan).
Ở cực nam của hồ, nơi sông Semliki chảy đến, là các đầm lầy. Xa về phía nam hiện ra lờ mờ dãy núi Ruwenzori hùng vĩ, trong khi một dãy đồi gọi là  Dãy núi Xanh vút lên ở bờ phía tây bắc. Các khu định cư dọc theo bờ này bao gồm Butiaba và Pakwach.